# Percy Rojas
Percy Rojas Montero, född 16 september 1949, är en peruansk före detta fotbollsspelare. Han spelade i Perus landslag under åren 1969 till 1979, deltog i fotbolls-VM för sitt land både 1978 och 1982 och spelade i totalt i 49 landslagsmatcher.